# タルゴナ
タルゴナ（달고나）は、砂糖にベーキングソーダを入れて棒でかき混ぜて作るキャンディーである。地域によってさまざまな名前で呼ばれる。1960年代に誕生したとされる。元々は砂糖ではなくブドウ糖が使われていたが、カビが発生した事から80年代に販売中止となり、砂糖が使われるようになったという。砂糖が使われ、カタヌキが出来るものは「ポッキ（뽑기）」と呼ばれる。
商店で売る一般のお菓子より安くて味も薄いため、かつて韓国の子供たちが好んで食べたおやつである。型取りをして、様々な形のタルゴナを作ったり、前述のようにカタヌキをして遊ぶ場合もある。韓国ドラマ『イカゲーム』で用いられたことをきっかけに再び注目を集めている。
インスタントコーヒーと砂糖と水を1:1:1の割合で混ぜ、それを泡立ててホイップクリーム状にして、牛乳の上に乗せたものは「タルゴナコーヒー」や「タルゴナラテ」と呼ばれる。

## フィクションにおけるタルゴナ
イカゲームの「カタヌキ」
Netflixで配信中のドラマ『イカゲーム』内の第2ゲームに登場する。劇中では丸、三角、星、傘のマークが描かれたタルゴナが登場する。ドラマ公開後、このお菓子の人気が高まった。